# 鎖骨下動脈
在人體解剖學裡，鎖骨下動脈（Subclavian artery）是上胸部的成對主要動脈，位於鎖骨下方。在第一肋外缘，锁骨下动脉移行为腋动脉，负责上肢的血供。锁骨下动脉的一些分支还供應頭部和胸腔。在身體的左側，鎖骨下動脈直接從主動脈弓出來，而在右側，它由相對較短的頭臂動脈幹產生，當它分叉成鎖骨下動脈和右總頸動脈。
鎖骨下動脈的分支包括椎動脈、胸內動脈、甲頸動脈幹、肋頸動脈幹，以及肩胛背動脈的主要部分。

## 外部連結
- 杜克大学医学中心整形外科計畫中的Subclavian artery
- Anatomy figure: 21:06-03 at Human Anatomy Online, SUNY Downstate Medical Center
- MedEd at Loyola Radio/curriculum/Vascular/subclavian_artery.htm
- informatics.jax.org上的血管分枝示意圖 （页面存档备份，存于）